# Vöröshátú halászbagoly
A vöröshátú halászbagoly (Scotopelia ussheri) a madarak osztályának bagolyalakúak (Strigiformes) rendjébe és a bagolyfélék (Strigidae) családjába tartozó faj.

## Rendszerezése
A fajt Richard Bowdler Sharpe angol zoológus és ornitológus írta le 1871-ben. Egyes szakértők szerint a Bubo nemhez tartozott Bubo ussheri néven.

## Előfordulása
Afrika nyugati részén, Elefántcsontpart, Ghána, Guinea, Libéria és Sierra Leone területén honos. Természetes élőhelyei a szubtrópusi és trópusi síkvidéki esőerdők, mangroveerők és mocsári erdők, mocsarak, tavak, folyók és patakok környékén, valamint ültetvények. Állandó, nem vonuló faj.

## Megjelenése
Testhossza 51 centiméter.

## Természetvédelmi helyzete
Az elterjedési területe még nagy, de gyorsan csökken, egyedszáma szintén csökken és szétapródozott. A Természetvédelmi Világszövetség Vörös listáján sebezhető fajként szerepel.